# Quận Morton, Kansas
Quận Morton là một quận thuộc tiểu bang Kansas, Hoa Kỳ. Theo điều tra dân số năm 2000 của Cục điều tra dân số Hoa Kỳ, quận có dân số 3496 người. Quận lỵ đóng tại Elkhart.